# 북창초등학교
북창초등학교는 대한민국 충청남도 당진시에 있는 공립 초등학교이다.

## 학교 연혁
- 1949년 9월 30일: 신송국민학교 승격 인가
- 1957년 6월 1일: 신송국민학교 폐교 인가
- 1957년 6월 13일: 개교

## 참고 자료
- 북창초등학교 - 한국교육학술정보원 학교알리미